# Eberhard Grames
Eberhard Grames (* 1953 in Essen) ist ein deutscher Fotograf.

## Leben und Werk
Von 1972 bis 1976 studierte er in Köln Völkerkunde und Kunstgeschichte. Sein bevorzugtes Gebiet war zuerst die Landschaftsfotografie in Farbe, weshalb er ausgedehnte Reisen in den 70er und 80er Jahren u. a. nach Island, in die USA und nach Japan unternahm. Auf späteren Reisen, die ihn außerdem nach China, Russland und Australien führten, widmete er sich auch dem Stillleben als Mittel der Berichterstattung und dem Porträt. Dabei ist ihm immer auch der völkerkundliche Aspekt wichtig, Reportagen über aussterbende oder sich wandelnde Kulturen sind wesentlicher Teil seines Sujets. Sehr stark beeinflusst wird Grames von der japanischen Ästhetik. Sach-Darstellungen in den Holzschnitten von Hokusai und Hiroshige inspirierten ihn zur Fotografie von Gegenständen mit einem eigenen und geradezu mystischen Charakter. Für seine seit 1986 entstandenen Stillleben verwendet er vielfältige Fundstücke. Diese Bilder werden dominiert von japanischen und indianischen Einflüssen.
Handwerkszeug bei diesen Aufnahmen ist eine 8x10 inch Laufbodenkamera, welche die strenge Besinnung auf die Gestaltung des Motives zur Folge hat, abseits aller technischen Möglichkeiten heutiger moderner Aufnahmetechnik.
Zwei Bände mit Schwarz-Weiß-Stillleben zeugen von der Akribie, die er seinen filigranen und oft aus exotischen Kleinigkeiten komponierten Stillleben angedeihen lässt.
Strenge Komposition und starke Reduktion der Farben kennzeichnen seinen Stil, den er auch bei Großformat oder digitalen Bearbeitungen pflegt.
Erstmalige internationale Beachtung fand seine Arbeit über Menschen und Ruinen in Osteuropa (Ausstellung 1991 im MoMA, New York).
Besonders hervorzuheben ist seine 1987–1993 entstandene „Ballade von Rita Tushingham“. Mit diesem Buch schuf er ein in der Fotoliteratur einzigartiges Werk, das in einem bibliophil gestalteten Band in einem Querschnitt seiner schöpferischen Fähigkeiten die Themen Märchenessay, Poesie, Album, Porträt, Landschaftsfotografie und Stillleben genial vereint.
1982 gehörte Eberhard Grames zu den Gründungsmitgliedern der Fotografen-Agentur Bilderberg.

## Werke
- Japan. München/Luzern 1979, ISBN 3-7658-0559-9 (Text: Susanne und Peter Krebs).
- Photoedition 4. Schaffhausen 1982, ISBN 3-7231-1800-3.
- Amerikanische Nächte. Hamburg 1984.
- Japanische Impressionen. Schaffhausen 1988, ISBN 3-7231-0372-3 (Text: Irmtraud Schaarschmidt-Richter).
- Muschelherz und Finkenschlag. Schaffhausen 1991, ISBN 3-7231-0421-5.
- Die Ballade von Rita Tushingham. Schaffhausen 1993, ISBN 3-905514-04-4.
- Wrecks and other beauties. Exhibition Catalogue Fotografie Forum Frankfurt. 1994.
- Broken Spirits. Schaffhausen 1995, ISBN 3-905514-88-5.
- ZEN. Hamburg 1997, ISBN 3-89234-766-2.
- Face to Face. Exhibition Catalogue Armel Gallery/PAD Paris. Paris 2013.